# Itchan Kala
Itchan Kala (en uzbeko: Ichan-Qаl’а) es la villa amurallada en el interior de la ciudad de Jiva, Uzbekistán. Está protegida por las altas murallas de adobe, de una decena de metros, del antiguo oasis siendo ésta la última etapa de los viajeros guiados por sus caravaneros antes de atravesar el desierto con destino a Irán. Desde 1990, Itchan Kala de Jiva es un espacio protegido y forma parte del Patrimonio de la Humanidad de la Unesco.

## Historia
Según muchos historiadores, Corasmia es el lugar mencionado en Avesta como Airianem Vaeyah, tierra original de los arios.
En la ciudad vieja hay más de 50 monumentos históricos y 250 antiguas casas, principalmente datadas en los siglos XVII al XIX. Aunque conserva pocos monumentos anteriores, constituye un ejemplo coherente y bien preservado de arquitectura musulmana del Asia Central con construcciones notables como la mezquita Djouma, con su grandioso vestíbulo con 112 columnas antiguas, los mausoleos y las madrazas y los dos palacios magníficos edificados a principios del siglo XIX por el Jan Alla-Kouli. 
La muralla de Itchan Kala con sus cuatro puertas mide 600 m de longitud y 400 m de anchura. En la muralla exterior occidental se encuentra la ciudadela Konya Ark. La fortaleza tiene un tamaño de unas 1,2 hectáreas.

## Imágenes

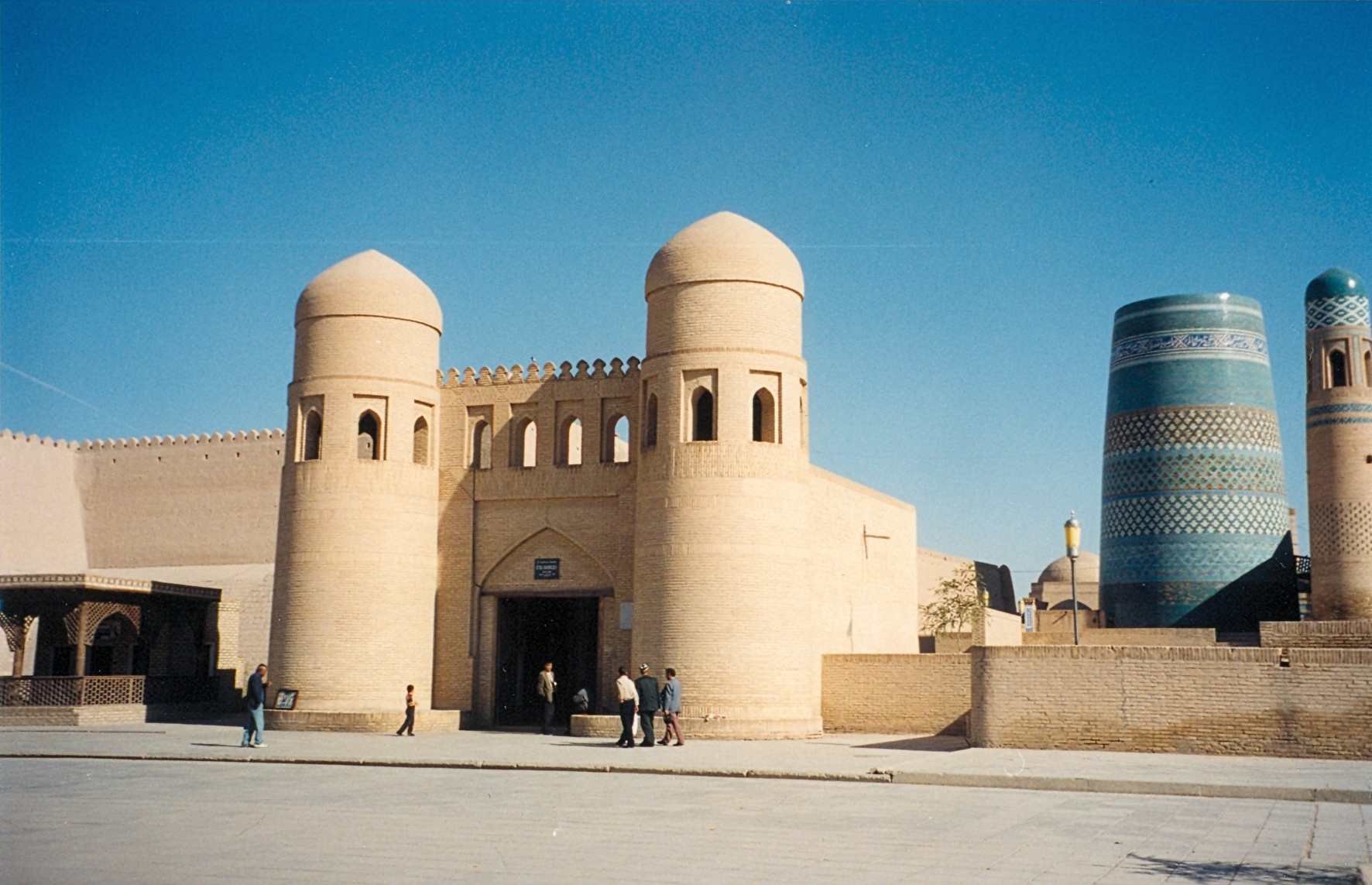
Puerta occidental y minarete Kalta Minor al fondo
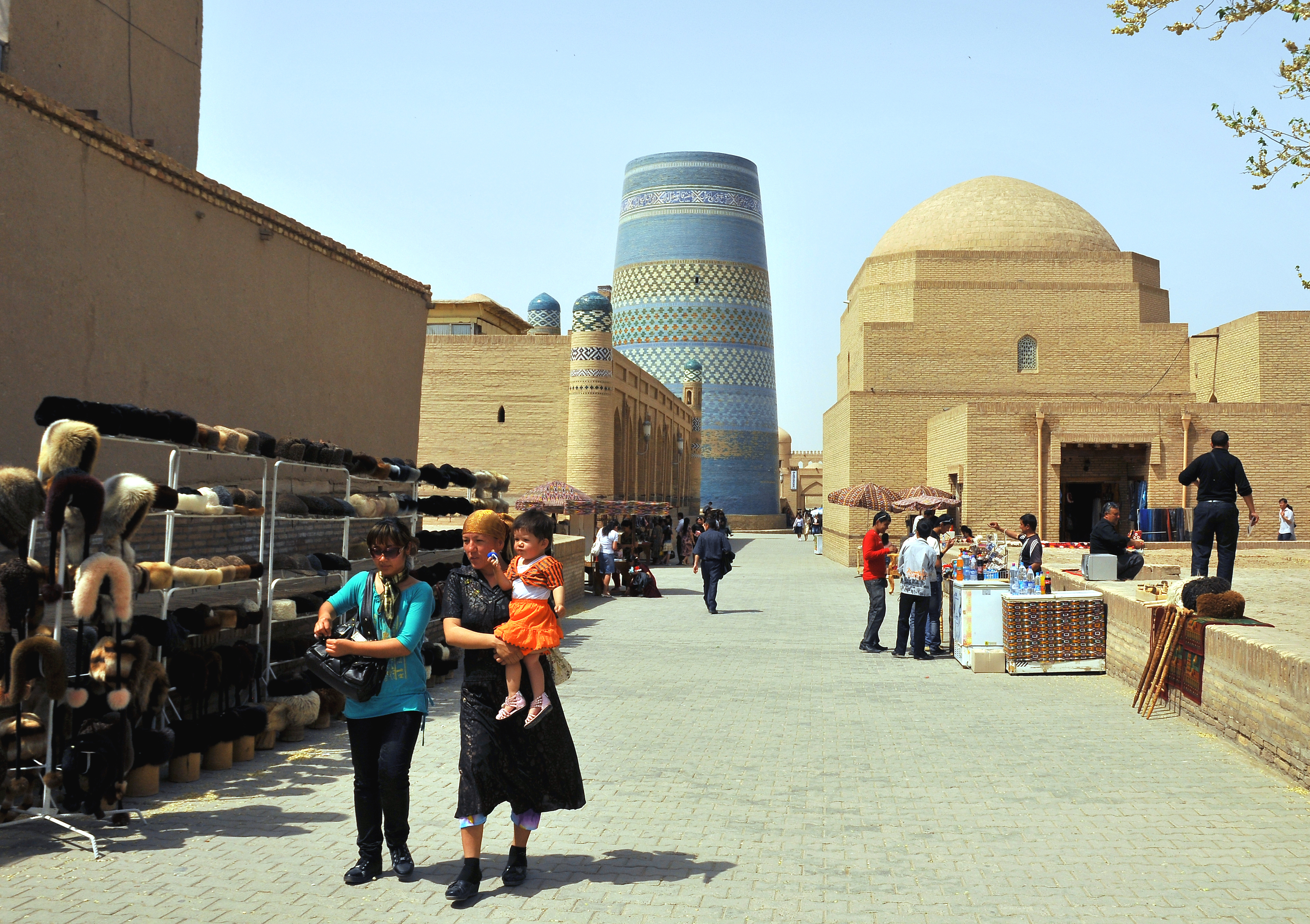
Calle en la ciudad vieja
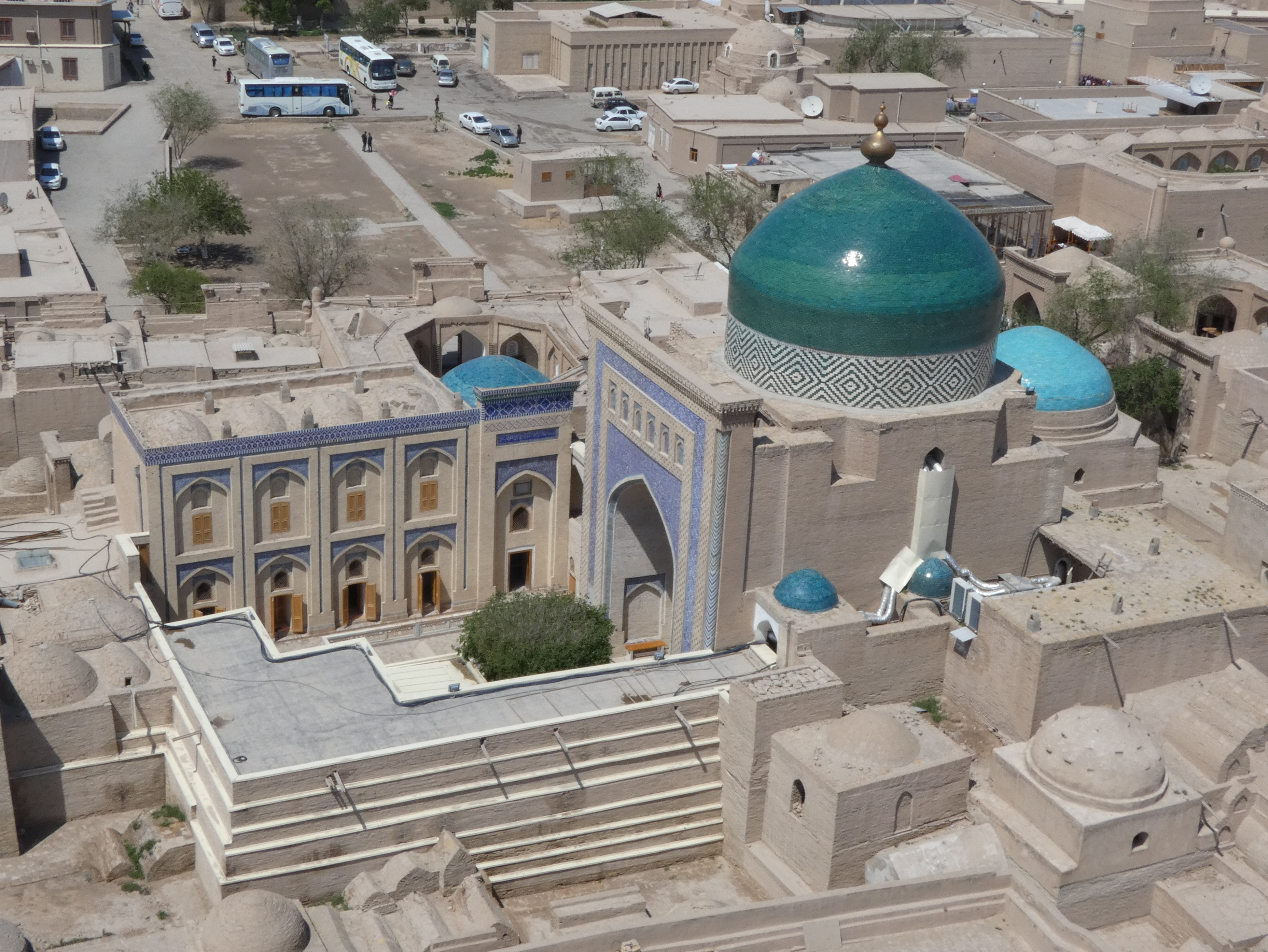
Mausoleo de Pahlavan Mahmud
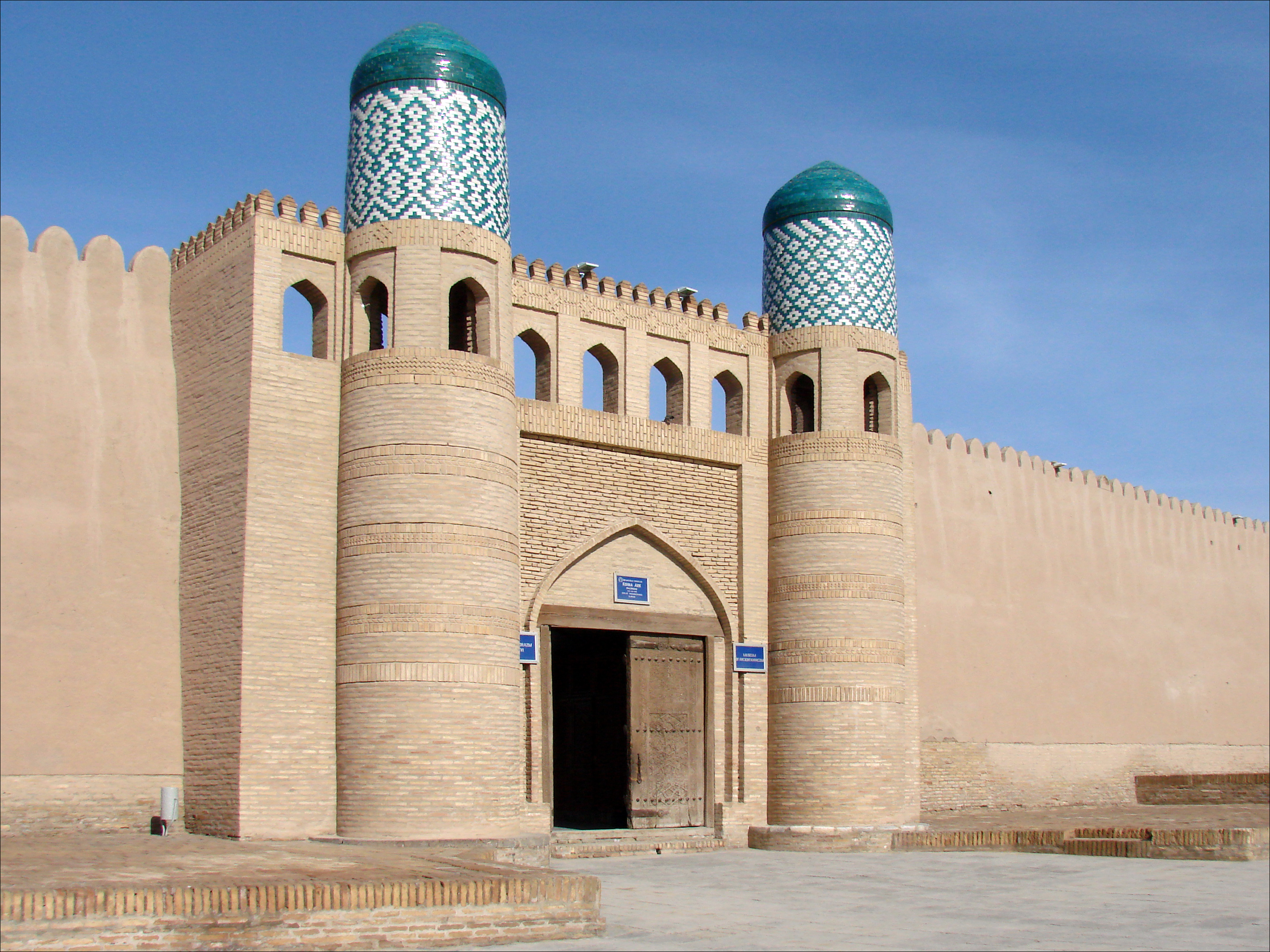
Puertas del palacio fortificado
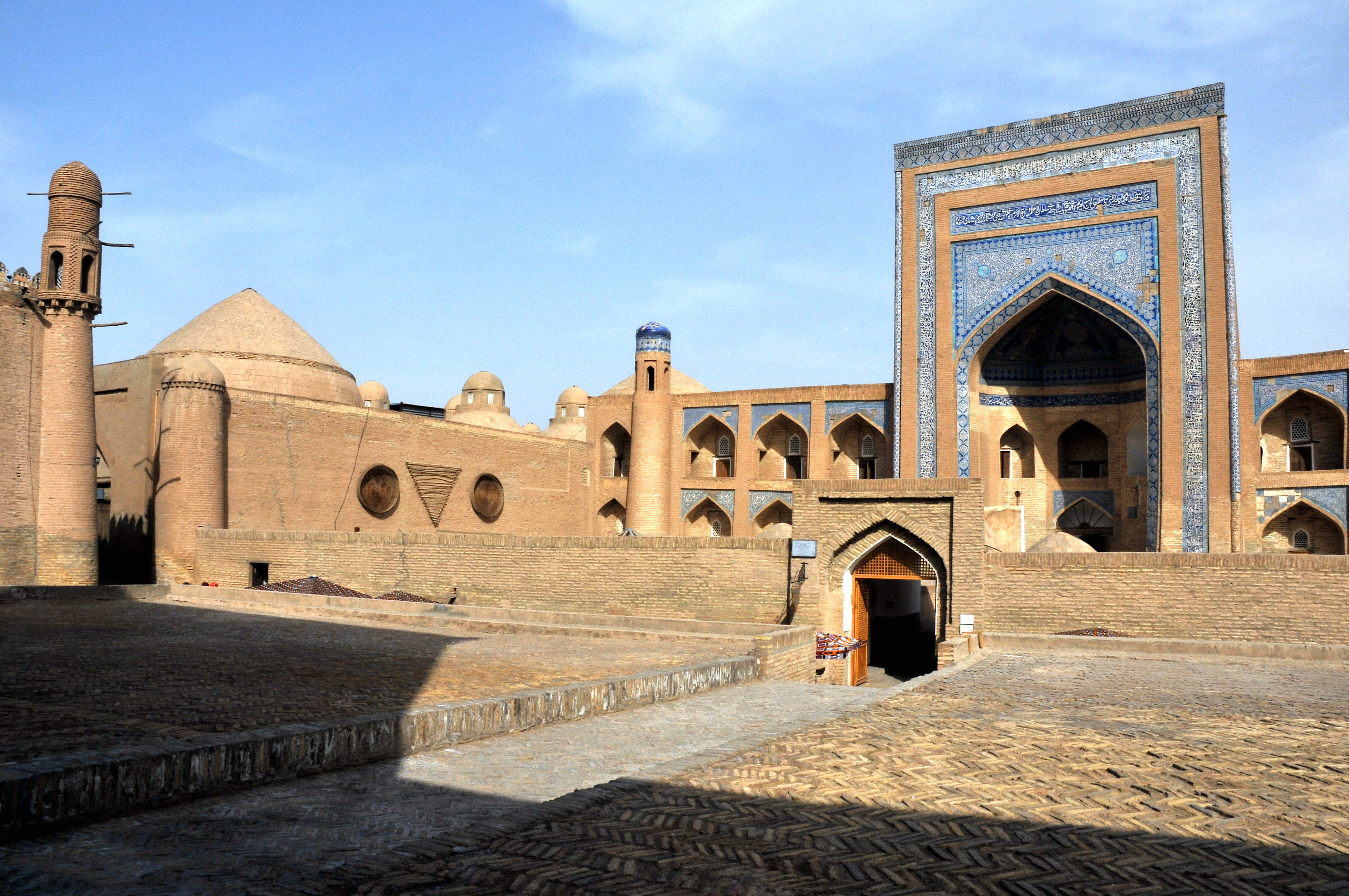
Madrasa Alla Kouli Khan
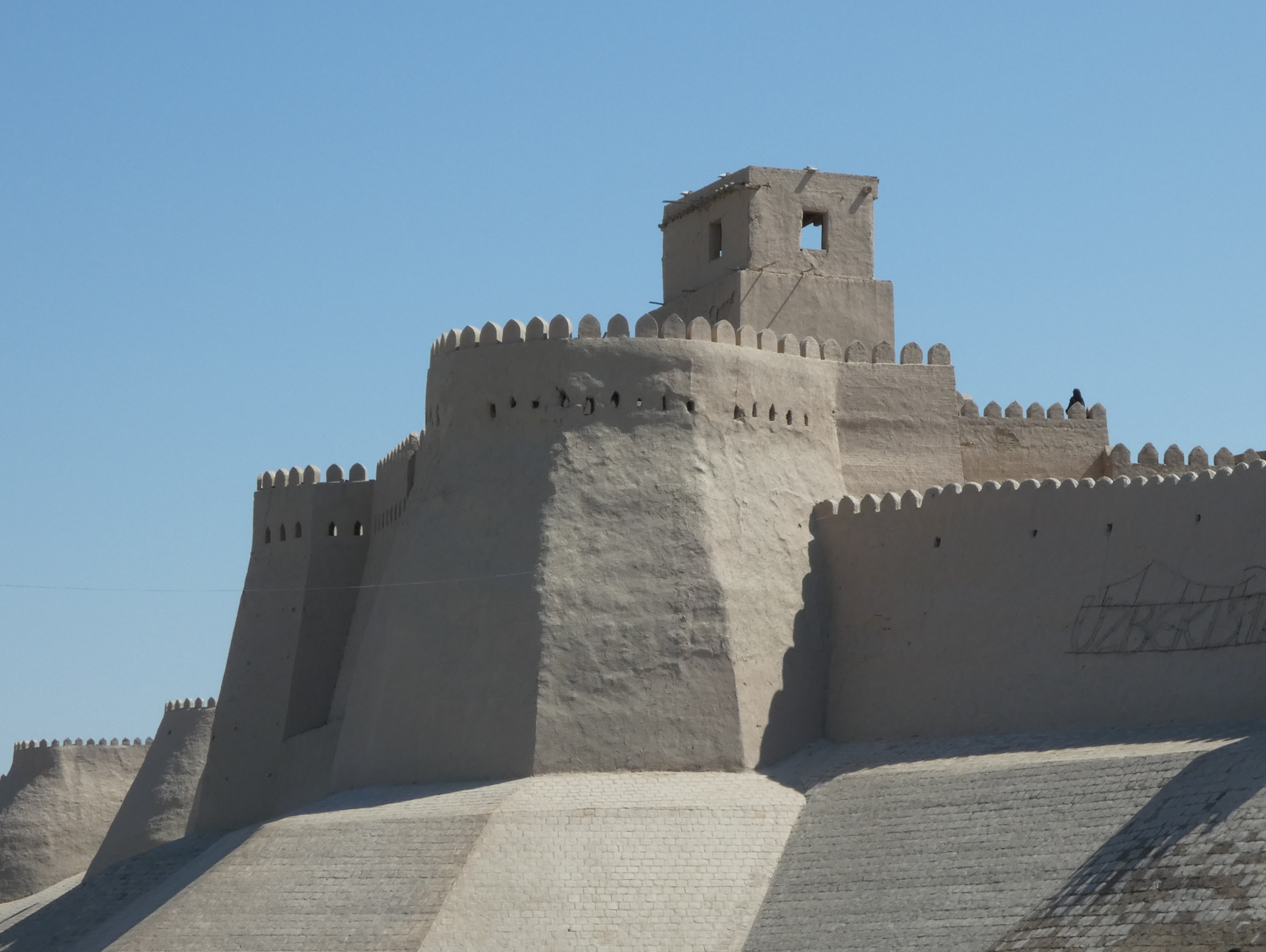
La ciudadela Konya Ark
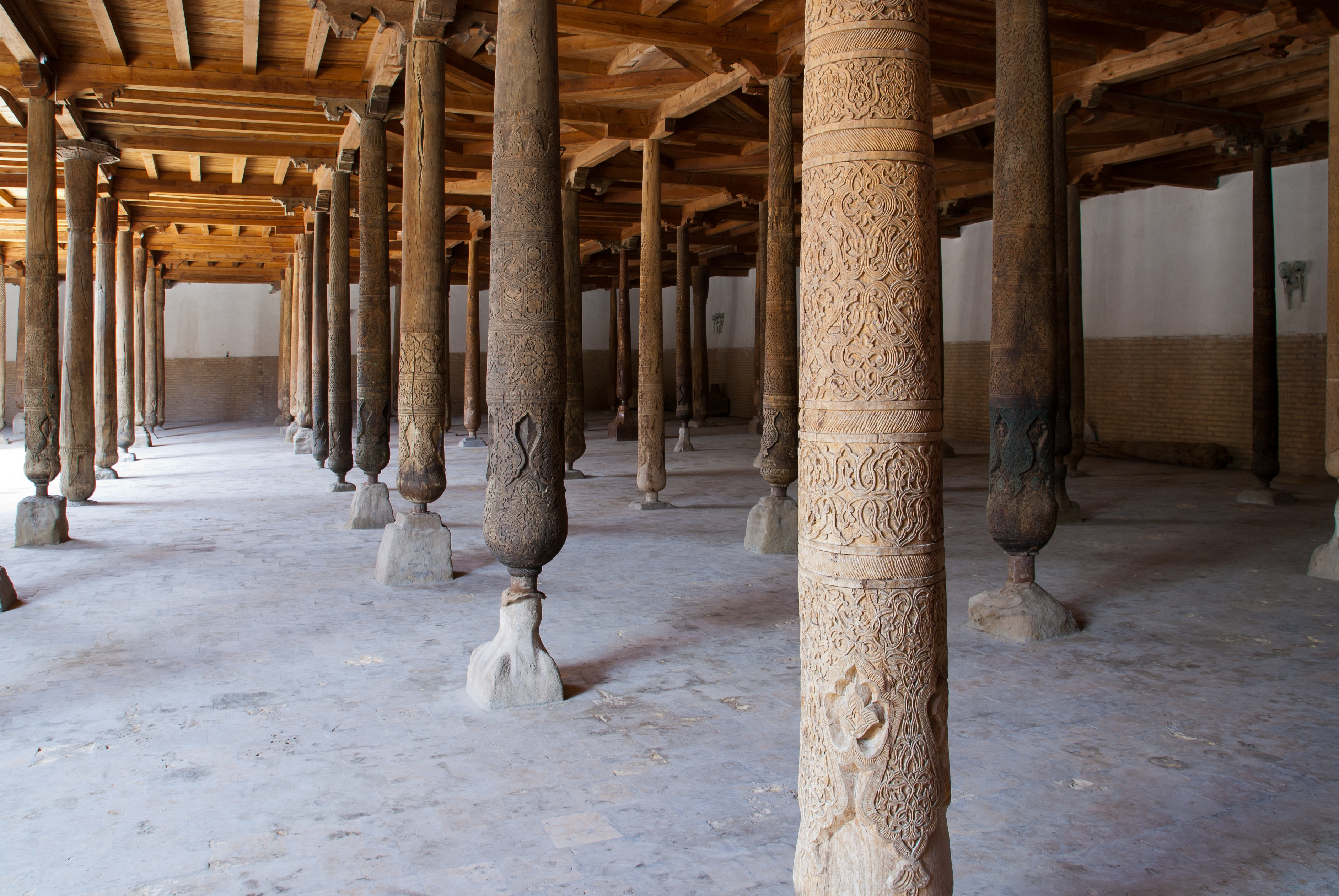
Columnas antiguas de la mezquita Djouma
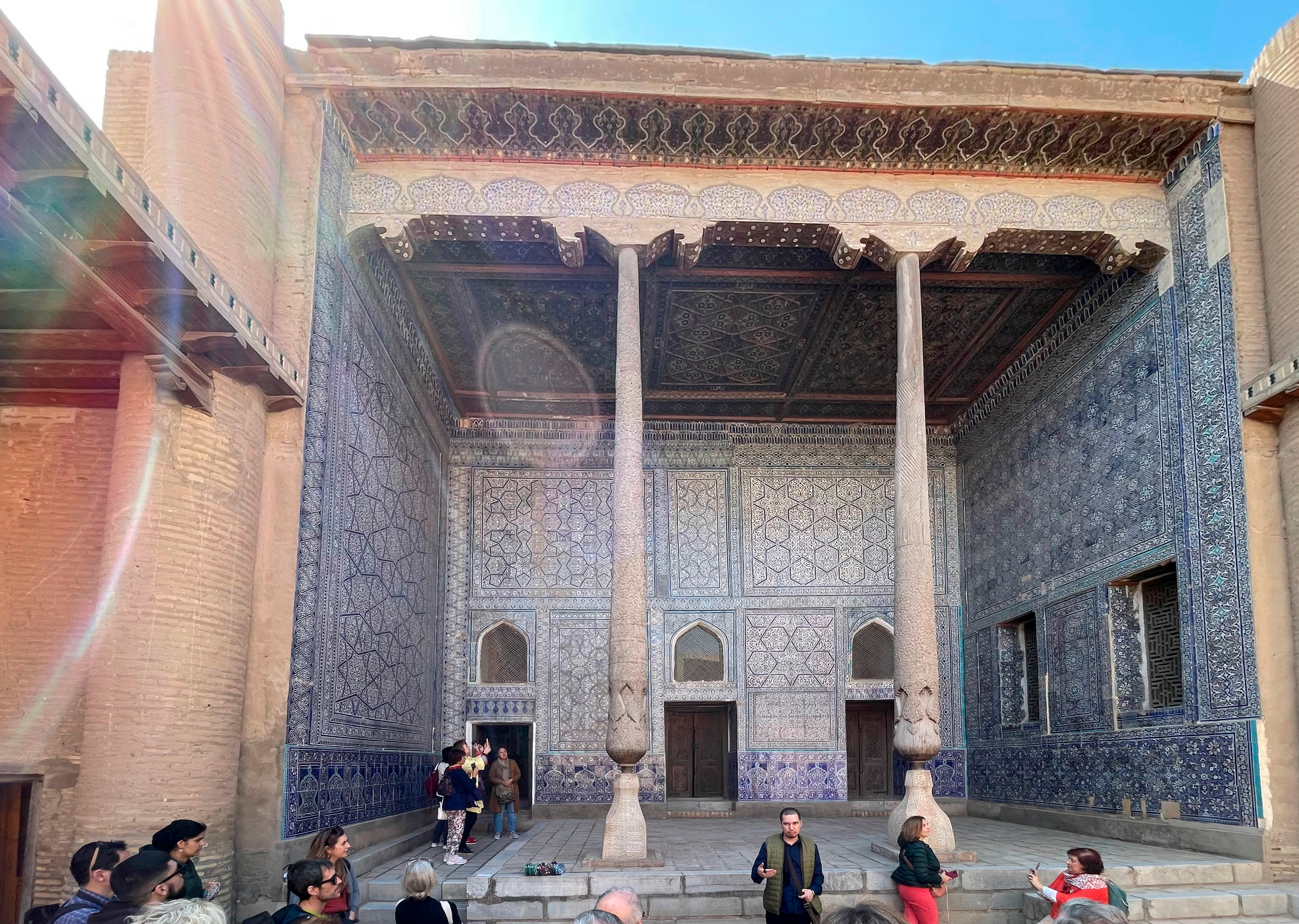
Mezquita en el Konya Ark